# ライアン・ダール
ライアン・ダール (英語: Ryan Dahl、1981年 - ) は、JavaScript実行環境のNode.jsとJavaScript/TypeScript実行環境のDenoの作者であるアメリカのプログラマである。

## 幼少期と教育
彼はカリフォルニア州のサンディエゴで育った。
彼が6歳のときに母からApple IIcをプレゼントされたことが彼が技術に触れたきっかけの一つであった。
彼はサンディエゴのコミュニティ・カレッジに通い、後にカリフォルニア大学サンディエゴ校に編入して数学を学んだ。
彼はロチェスター大学の数学の大学院に通い、そこで代数的位相幾何学を学んだ。

## キャリア
2009年からNodeプロジェクトに携わってきた彼は、2012年1月にプロジェクトから離れ、npmの作者でJoyentの従業員であるアイザック・シュリューターにプロジェクトリーダーを引き継ぐことを発表した。
彼はプロジェクトから離れる理由を次のように述べている:
After three years of working on Node, this frees me up to work on research projects. I am still an employee at Joyent and will advise from the sidelines but I won’t be involved in the day-to-day bug fixes.—Ryan Dahl、
2018年、彼はV8で構築されたJavaScript/TypeScript実行環境であるDenoを発表した。